# Фрапе

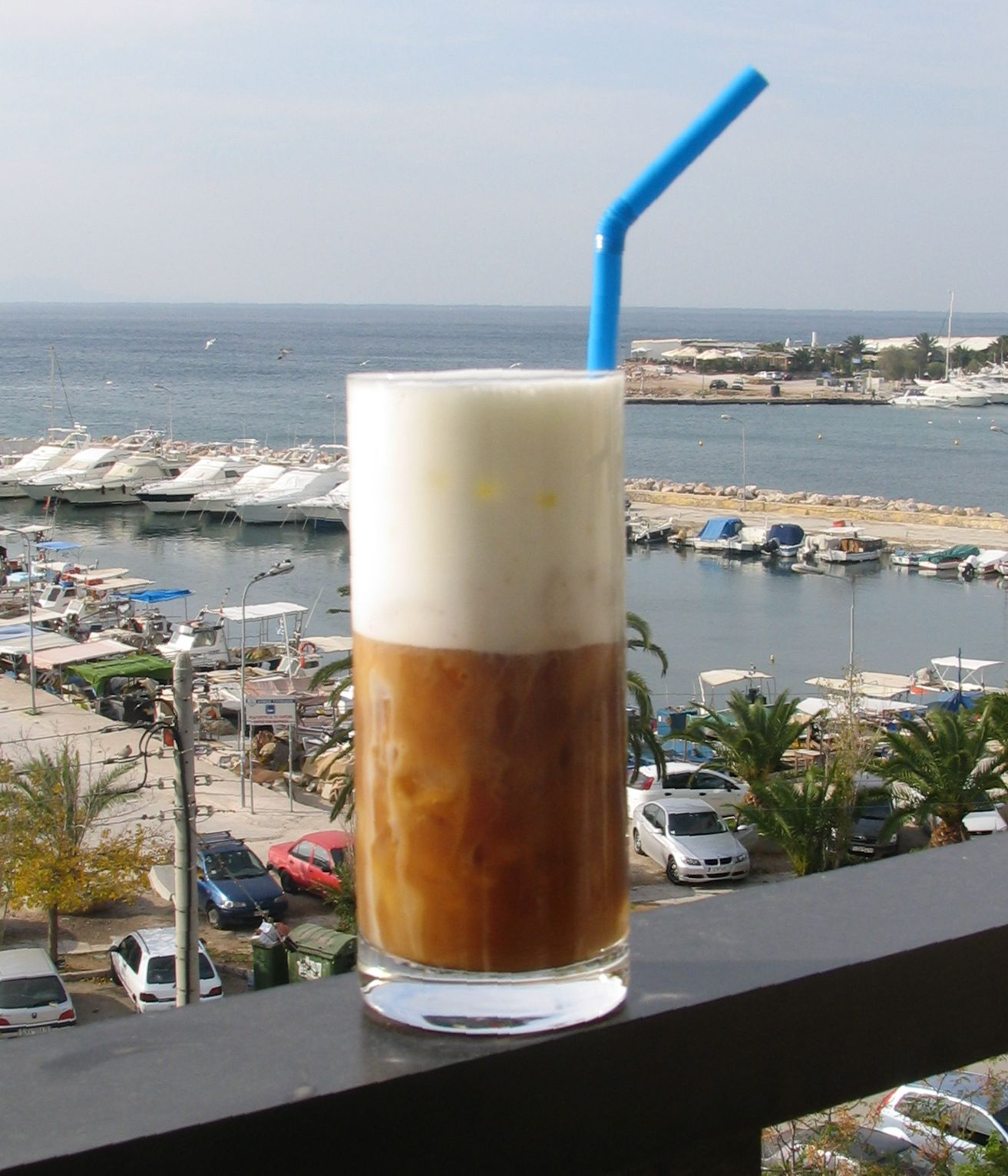
Грецьке фрапе

Фрапе (грец. φραπέ) — різновид кавового напою, вкритий густою високою піною. По суті це коктейль, основними компонентами якого є розчинна кава, цукор та крижана вода. Фрапе особливо популярний у Греції, але в останні роки поширився й на інші країни.

## Історія
Напій було винайдено на Міжнародній виставці в Салоніках 1957 року, коли робітник компанії Nestlé Яніс Дрітсас представляв новий напій миттєвого приготування для дітей. Він змішував шоколадний напій із молоком та збивав його у шейкері. Роботодавець Дрітсаса Дімітріс Вакандіос під час перерви дуже хотів випити розчинної кави, проте не знайшовши гарячої води, залив її холодною та збив у шейкері. Так було створено найпопулярніший влітку напій греків, яких навіть іноді називають «нацією фрапе».

## Приготування
Кава фрапе готується за допомогою шейкера або міксера на основі однієї або двох порцій кави, цукру і невеликої кількості води, які збиваються до утворення піни. Напій подається в скляному стакані з додаванням холодної води, льоду і молока.
У різних варіаціях, фрапе може готуватися з додаванням різних лікерів, шоколаду, згущеного молока та морозива.